# Tour de Normandie 2009
Il Tour de Normandie 2009, ventinovesima edizione della corsa, valido come prova del circuito UCI Europe Tour 2009 categoria 2.2, si svolse in 7 tappe precedute da un prologo, dal 23 al 29 marzo 2009, su un percorso totale di 1 071,7 km, con partenza da Mondeville ed arrivo a Caen. Fu vinto dall'olandese Bram Schmitz, del team Van Vliet-EBH Elshof, che terminò la corsa in 26 ore 46 minuti 41 secondi, alla media di 40,02 km/h.
Al traguardo di Caen 92 ciclisti conclusero la corsa.

## Tappe
| Tappa  | Data     | Percorso                         | km     | Vincitore di tappa   | Leader cl. generale |
| ------ | -------- | -------------------------------- | ------ | -------------------- | ------------------- |
| prol.  | 23 marzo | Mondeville (Cron. individuale)   | 5,1    | Morgan Chedhomme     | Morgan Chedhomme    |
| 1ª     | 24 marzo | Colombelles > Forges-les-Eaux    | 198    | Steven Caethoven     | Bram Schmitz        |
| 2ª     | 25 marzo | Forges-les-Eaux > Grand-Couronne | 83     | Boy van Poppel       | Bram Schmitz        |
| 3ª     | 25 marzo | Grand-Couronne > Elbeuf          | 76     | Fabien Bacquet       | Bram Schmitz        |
| 4ª     | 26 marzo | Elbeuf > Flers                   | 186,5  | Freddy Bichot        | Bram Schmitz        |
| 5ª     | 27 marzo | Domfront > Valognes              | 194    | Lars Petter Nordhaug | Bram Schmitz        |
| 6ª     | 28 marzo | Valognes > Bagnoles-de-l'Orne    | 183    | Alexis Bodiot        | Bram Schmitz        |
| 7ª     | 29 marzo | Bagnoles-de-l'Orne > Caen        | 143    | Benoît Daeninck      | Bram Schmitz        |
| Totale | Totale   | Totale                           | 1068,6 |                      |                     |

## Squadre partecipanti
| N. | Cod. | Squadra                    |
| -- | ---- | -------------------------- |
|    | AGR  | Agritubel                  |
|    | AUB  | Auber 93                   |
|    | BCS  | Besson Chaussures-Sojasun  |
|    | BSC  | Bretagne-Schuller          |
|    | JVB  | Jong Vlaanderen-Bauknecht  |
|    | KAT  | Team Katusha               |
|    | KST  | KrolStonE Continental Team |
|    | TRS  | Kuota-Indeland             |
|    | LKT  | LKT Brandenburg            |
|    | MOW  | Moscow Cycling Team        |
|    | TSP  | Nutrixxion-Sparkasse       |
|    | RB3  | Rabobank Continental Team  |

| N. | Cod. | Squadra                           |
| -- | ---- | --------------------------------- |
|    | RCR  | Rapha-Condor                      |
|    | RLM  | Roubaix-Lille Métropole           |
|    | CPI  | Team Capinordic                   |
|    | TDK  | Team Designa Køkken               |
|    | TMB  | Joker-Bianchi                     |
|    | VVE  | Van Vliet-EBH Elshof              |
|    |      | Beveren 2000-Quick Step           |
|    |      | CC Nogent sur Oise                |
|    |      | VC Rouen 76                       |
|    |      | Súper Sport 35-AC Noyal-Châtillon |
|    |      | USSA Pavilly Barentin             |

## Dettagli delle tappe

### Prologo
- 23 marzo: Mondeville – Cronometro individuale – 5,7 km

Risultati
| Pos. | Corridore        | Squadra        | Tempo |
| ---- | ---------------- | -------------- | ----- |
| 1    | Morgan Chedhomme | Auber 93       | 6'20" |
| 2    | Thomas Berkhout  | Rabobank Cont. | a 4"  |
| 3    | Frederik Wilmann | Joker-Bianchi  | a 5"  |

| Pos. | Corridore        | Squadra        | Tempo |
| ---- | ---------------- | -------------- | ----- |
| 1    | Morgan Chedhomme | Auber 93       | 6'20" |
| 2    | Thomas Berkhout  | Rabobank Cont. | a 4"  |
| 3    | Frederik Wilmann | Joker-Bianchi  | a 5"  |

### 1ª tappa
- 24 marzo: Colombelles > Forges-les-Eaux – 198 km

Risultati
| Pos. | Corridore        | Squadra       | Tempo    |
| ---- | ---------------- | ------------- | -------- |
| 1    | Steven Caethoven | Agritubel     | 4h49'10" |
| 2    | Bram Schmitz     | Van Vliet-EBH | s.t.     |
| 3    | Laurent Didier   | Designa Køk.  | a 1"     |

| Pos. | Corridore        | Squadra        | Tempo    |
| ---- | ---------------- | -------------- | -------- |
| 1    | Bram Schmitz     | Van Vliet-EBH  | 4h55'31" |
| 2    | Thomas Berkhout  | Rabobank Cont. | a 4"     |
| 3    | Morgan Chedhomme | Auber 93       | a 21"    |

### 2ª tappa
- 25 marzo: Forges-les-Eaux > Grand-Couronne – 83 km

Risultati
| Pos. | Corridore           | Squadra        | Tempo    |
| ---- | ------------------- | -------------- | -------- |
| 1    | Boy van Poppel      | Rabobank Cont. | 2h06'17" |
| 2    | Fabien Bacquet      | Auber 93       | s.t.     |
| 3    | Stéphane Bonsergent | Bretagne       | s.t.     |

| Pos. | Corridore        | Squadra        | Tempo    |
| ---- | ---------------- | -------------- | -------- |
| 1    | Bram Schmitz     | Van Vliet-EBH  | 7h01'48" |
| 2    | Thomas Berkhout  | Rabobank Cont. | a 7"     |
| 3    | Morgan Chedhomme | Auber 93       | a 24"    |

### 3ª tappa
- 25 marzo: Grand-Couronne > Elbeuf – 76 km

Risultati
| Pos. | Corridore      | Squadra        | Tempo    |
| ---- | -------------- | -------------- | -------- |
| 1    | Fabien Bacquet | Auber 93       | 1h45'31" |
| 2    | Sven Jodts     | Beveren 2000   | s.t.     |
| 3    | Gregory Joseph | Jong Vlaander. | s.t.     |

| Pos. | Corridore        | Squadra        | Tempo    |
| ---- | ---------------- | -------------- | -------- |
| 1    | Bram Schmitz     | Van Vliet-EBH  | 8h47'39" |
| 2    | Thomas Berkhout  | Rabobank Cont. | a 7"     |
| 3    | Morgan Chedhomme | Auber 93       | a 24"    |

### 4ª tappa
- 26 marzo: Elbeuf > Flers – 186,5 km

Risultati
| Pos. | Corridore     | Squadra        | Tempo    |
| ---- | ------------- | -------------- | -------- |
| 1    | Freddy Bichot | Agritubel      | 5h21'35" |
| 2    | Andrej Kljuev | Moscow         | s.t.     |
| 3    | Evgeny Popov  | Katyusha Cont. | s.t.     |

| Pos. | Corridore        | Squadra        | Tempo     |
| ---- | ---------------- | -------------- | --------- |
| 1    | Bram Schmitz     | Van Vliet-EBH  | 14h09'02" |
| 2    | Thomas Berkhout  | Rabobank Cont. | a 7"      |
| 3    | Morgan Chedhomme | Auber 93       | a 24"     |

### 5ª tappa
- 27 marzo: Domfront > Valognes – 194 km

Risultati
| Pos. | Corridore            | Squadra       | Tempo    |
| ---- | -------------------- | ------------- | -------- |
| 1    | Lars Petter Nordhaug | Joker-Bianchi | 4h47'49" |
| 2    | Michael Tronborg     | Designa Køk.  | a 4"     |
| 3    | Alexander Kristoff   | Joker-Bianchi | a 43"    |

| Pos. | Corridore            | Squadra        | Tempo     |
| ---- | -------------------- | -------------- | --------- |
| 1    | Bram Schmitz         | Van Vliet-EBH  | 18h57'33" |
| 2    | Thomas Berkhout      | Rabobank Cont. | a 6"      |
| 3    | Lars Petter Nordhaug | Joker-Bianchi  | a 11"     |

### 6ª tappa
- 28 marzo: Valognes > Bagnoles-de-l'Orne – 183 km

Risultati
| Pos. | Corridore        | Squadra   | Tempo    |
| ---- | ---------------- | --------- | -------- |
| 1    | Alexis Bodiot    | CC Nogent | 4h24'54" |
| 2    | Niels Scheuneman | Krolstone | a 1"     |
| 3    | Rémi Cusin       | Agritubel | a 3"     |

| Pos. | Corridore            | Squadra        | Tempo     |
| ---- | -------------------- | -------------- | --------- |
| 1    | Bram Schmitz         | Van Vliet-EBH  | 23h22'31" |
| 2    | Thomas Berkhout      | Rabobank Cont. | a 6"      |
| 3    | Lars Petter Nordhaug | Joker-Bianchi  | a 11"     |

### 7ª tappa
- 29 marzo: Bagnoles-de-l'Orne > Caen – 143 km

Risultati
| Pos. | Corridore       | Squadra   | Tempo    |
| ---- | --------------- | --------- | -------- |
| 1    | Benoît Daeninck | CC Nogent | 3h23'49" |
| 2    | Benoît Sinner   | Besson    | a 2"     |
| 3    | Niels Brouzes   | Auber 93  | a 6"     |

| Pos. | Corridore       | Squadra        | Tempo     |
| ---- | --------------- | -------------- | --------- |
| 1    | Bram Schmitz    | Van Vliet-EBH  | 26h46'41" |
| 2    | Thomas Berkhout | Rabobank Cont. | a 5"      |
| 3    | Benoît Sinner   | Besson         | a 9"      |

## Classifiche finali

### Classifica generale
| Pos. | Corridore            | Squadra       | Tempo     |
| ---- | -------------------- | ------------- | --------- |
| 1    | Bram Schmitz         | Van Vliet-EBH | 26h46'41" |
| 2    | Thomas Berkhout      | Rabobank Con. | a 5"      |
| 3    | Benoît Sinner        | Besson        | a 9"      |
| 4    | Lars Petter Nordhaug | Joker-Bianchi | a 14"     |
| 5    | Nicolas Jalabert     | Agritubel     | a 20"     |
| 6    | Laurent Didier       | Designa Køk.  | a 24"     |
| 7    | Morgan Chedhomme     | Auber 93      | a 25"     |
| 8    | Stian Remme          | Joker-Bianchi | a 26"     |
| 9    | Christophe Laurent   | Agritubel     | a 27"     |
| 10   | Steven Caethoven     | Agritubel     | a 32"     |

### Classifica sprint
| Pos. | Corridore        | Squadra       | Punti |
| ---- | ---------------- | ------------- | ----- |
| 1    | Bram Schmitz     | Van Vliet-EBH | 69    |
| 2    | Steven Caethoven | Agritubel     | 46    |
| 3    | Niels Scheuneman | Krolstone     | 46    |

### Classifica scalatori
| Pos. | Corridore        | Squadra      | Punti |
| ---- | ---------------- | ------------ | ----- |
| 1    | Gaylord Cumont   | Ussa Pavilly | 33    |
| 2    | Niels Scheuneman | Krolstone    | 20    |
| 3    | Jérôme Fremin    | Ussa Pavilly | 20    |

### Classifica giovani
| Pos. | Corridore        | Squadra       | Punti     |
| ---- | ---------------- | ------------- | --------- |
| 1    | Rémi Cusin       | Agritubel     | 26h47'16" |
| 2    | Ole Haavardsholm | Joker-Bianchi | a 7"      |
| 3    | Mathias Belka    | LKT-Brandenb. | a 9"      |

### Classifica a squadre
| Pos. | Squadra                   | Tempo     |
| ---- | ------------------------- | --------- |
| 1    | Agritubel                 | 80h20'52" |
| 2    | Joker-Bianchi             | a 26"     |
| 3    | Besson Chaussures-Sojasun | a 1'16"   |